# Vinateros (metropolitana di Madrid)
Vinateros è una stazione della Metropolitana di Madrid della linea 9.
Si trova sotto il Camino de Vinateros tra l'incorcio con Calle del Arroyo Belincoso e l'incrocio con Calle del Corregidor José de Pasamonte, nel distretto di Moratalaz.

## Storia
La stazione è stata inaugurata il 31 gennaio 1980 assieme al primo tratto della linea che andava da Sainz de Baranda a Pavones.
Tra il 2006 e il 2007 ha subito un'opera di ammodernamento che ha interessato principalmente le volte, in modo da dare maggiore luminosità all'interno della stazione.

## Accessi
Vestibolo Vinateros
- Vinateros, impares Camino de Vinateros, 75
- Corregidor José de Pasamonte Camino de Vinateros, 104

Vestibolo Arroyo Belincoso aperto dalle 6:00 alle 21:40
- Vinateros, pares Camino de Vinateros, 70
- Arroyo Belincoso Calle Arroyo Belincoso, 36